# Nová Bystrica
Nová Bystrica (ungarisch Újbeszterce) ist eine Gemeinde in der Nordslowakei. Sie liegt am Fuße der Kysucké Beskydy und des Berglandes Kysucká vrchovina, im Tal des Flusses Bystrica, etwa 27 km von Čadca und 41 km von Žilina entfernt.
Der Ort wurde 1662 erstmals als Nová Beszterca erwähnt. 
Anfang 1981 wurden die Gemeinden Riečnica und Harvelka angegliedert, die jedoch in den 1980er Jahren durch den Bau des Stausees Nová Bystrica größtenteils überschwemmt wurden. Außerdem gehört zur Gemeinde die Ortschaft Vychylovka (1696 als erstmals als Wichilowska erwähnt).

## Bevölkerung
| Jahr                | 1994 | 2004    | 2014    | 2024    |
| ------------------- | ---- | ------- | ------- | ------- |
| Anzahl der Personen | 2928 | 2855    | 2781    | 2570    |
| Unterschied         |      | −2,49 % | −2,59 % | −7,58 % |

| Jahr                | 2023 | 2024    |
| ------------------- | ---- | ------- |
| Anzahl der Personen | 2563 | 2570    |
| Unterschied         |      | +0,27 % |

## Sehenswürdigkeiten
- das Museum des Kysuce-Dorfes im Gemeindeteil Vychylovka
- die schmalspurige Waldbahn Vychylovka mit Spitzkehren, heute ein technisches Denkmal

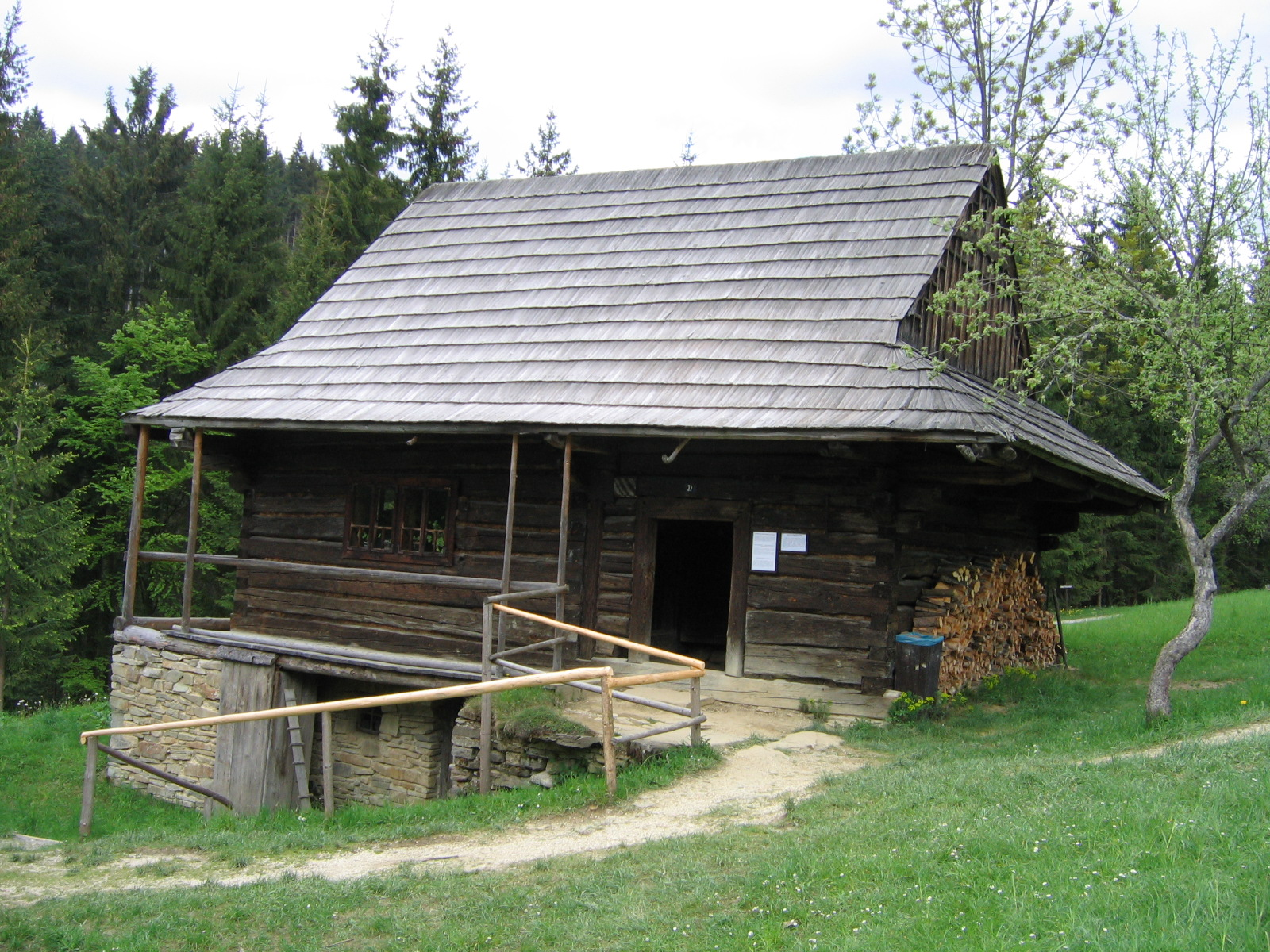
Ein Wohngebäude in dem Museum des Kysuce-Dorfes

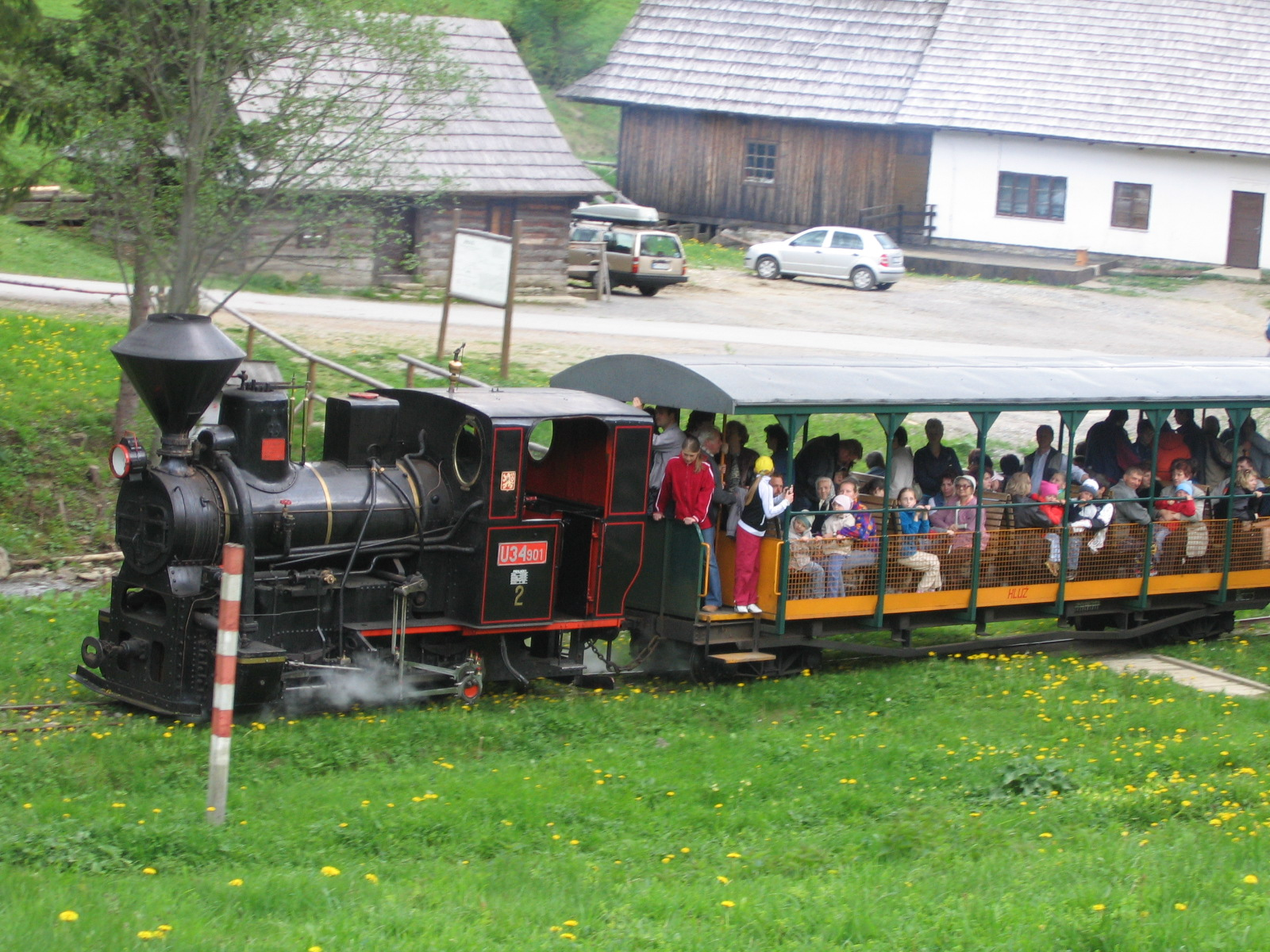
Eine Dampflokomotive an der Waldbahn Vychylovka